# Matthias Jügler

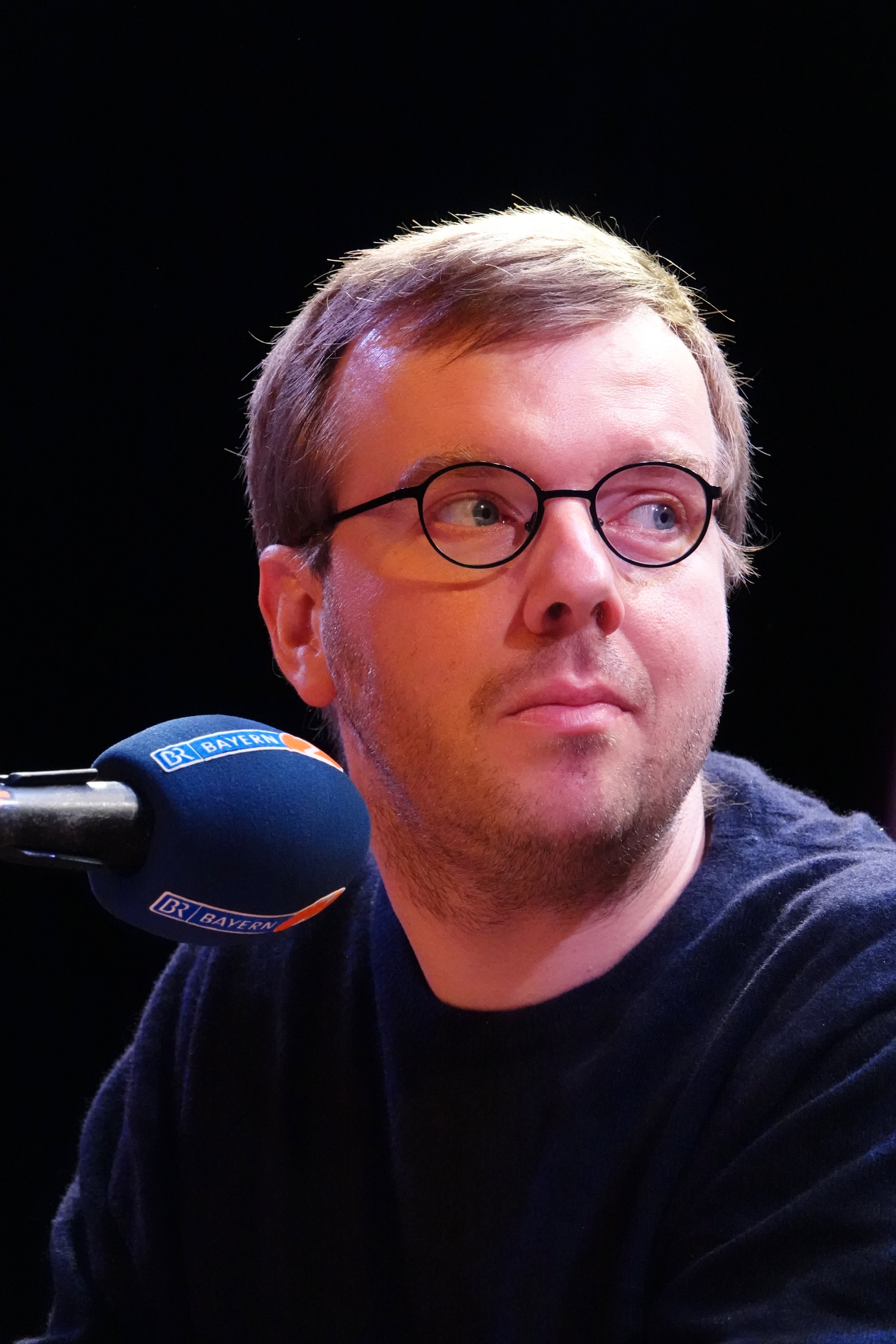
Matthias Jügler 2024

Matthias Jügler (* 1984 in Halle/Saale) ist ein deutscher Schriftsteller.

## Leben
Jügler wuchs im Plattenbauviertel Silberhöhe im südlichen Halle/Saale auf, wo u. a. auch sein zweiter Roman Die Verlassenen spielt. Er studierte unter anderem Skandinavistik in Greifswald und Oslo sowie Literarisches Schreiben am Deutschen Literaturinstitut in Leipzig. Er arbeitet auch als Herausgeber und freier Lektor und lebt in Leipzig.

## Literarisches Werk

### Als Autor
2015 debütierte Jügler mit dem Roman Raubfischen im Verlag Blumenbar. Der Großvater des 16-jährigen Ich-Erzählers Daniel ist an amyotropher Lateralsklerose (ALS) erkrankt und wird innerhalb kürzester Zeit sterben. Daniel „entführt“ den Großvater, als dieser schon künstlich beatmet werden muss, und fährt mit ihm ein letztes Mal nach Schweden, um zu fischen. Jügler schreibt dazu auf seiner Homepage, er habe jahrelang ausschließlich Spaß-Texte geschrieben über „90-er-Jahre-Trash“, im Prinzip sei es aber um nichts gegangen. 
„Irgendwann im Jahre 2012 oder 2013 schrieb ich dann das erste Mal einen Text, der nicht auf Pointe ausgerichtet war. Mit anderen Worten: Ich begann zum ersten Mal in meinem Leben über das zu schreiben, was mir wirklich wichtig war: Was tun, wenn ein geliebter Mensch zu verschwinden droht? Diese Texte ließen mich nicht mehr los – und bald darauf begriff ich, dass ich die ersten Kapitel eines Romans schrieb.“
Innerhalb eines Jahres sei dann Raubfischen entstanden.
2021 folgte sein zweiter Roman Die Verlassenen, der zeigt, wie die Nachgeborenen der Opfer der SED-Diktatur von ebendieser geprägt werden. Für Jan Drees vom Deutschlandfunk erscheint der Roman als ein „tiefschwarzes Zeugnis ostdeutscher Erinnerungskultur und darin als eines der besten Bücher dieses Literaturfrühlings“. Wiebke Porombka beeindruckte es in der Frankfurter Allgemeinen Zeitung nachhaltig, wie Jügler „ebenso konzise und unaufgeregt wie gleichermaßen eindrücklich und eindringlich zu erzählen versteht“. Ulrich Seidel schrieb für die Frankfurter Rundschau, die Sätze seien „präzise, kraftvoll“ – Matthias Jüglers Roman ist ein „Meisterwerk der Knappheit“. Im Magazin Playboy hieß es in der Juliausgabe 2021 über Die Verlassenen: „Kurzes Drama, das lange nachhallt. So sanft und tiefgründig geschrieben wie ein Opern-Präludium von Puccini.“
Das Hörbuch erschien bei Buchfunk und wurde eingesprochen von Florian Lukas. Es stand auf der Longlist des Preises der deutschen Schallplattenkritik 2021 in der Kategorie „Wortkunst“. Zuvor sendete MDR Kultur das Hörbuch in seiner Sendung Lesezeit komplett. Das Hörbuch landete ebenfalls auf der Hörbuchbestenliste von Hr2-kultur. Redakteur Michael Cerha sagte: „Allein, wie Jügler den Abend schildert, an dem sein Protagonist als Sechsjähriger vom schweigenden, später selbst wortlos in den Tod gehenden Vater, den ‚Herzinfarkt‘ der Mutter mehr erspürt als erfährt, ist hohe Sprachkunst.“
Im Jahr 2022 erhielt Jügler den Klopstockpreis für neue Literatur des Landes Sachsen-Anhalt für sein bisheriges Gesamtwerk. Matthias Jügler verstehe es, „auf uneindeutige Weise eine Atmosphäre zu erzählen, die von einem Dazwischen zeugt: zwischen Kind und Mann, allein und einsam, gehalten und im freien Fall, System und Rand. Stellvertretend für mehrere Generationen setzt er in seinem aktuellen Roman seine Figuren ihrem jeweiligen Verlassensein aus.“ Dabei erweise sich Jügler als eine „besondere ostdeutsche Stimme im Chor der Gegenwartsliteratur“, so das Urteil der Jury. 2023 wurde er zum Stadtschreiber von Halle ernannt.
Die Auseinandersetzung mit den Folgen der DDR auf unsere heutige Gesellschaft ist das zentrale Thema Jüglers. Auch seine Leidenschaft zum Angeln spielt immer wieder eine Rolle in seinen Texten, nicht nur in seinen Romanen, sondern auch in Interviews, die auf MDR Kultur liefen: So führte er längere Interviews mit dem Autor und Journalisten Max Scharnigg, dem Schweizer Bestsellerautor Joachim B. Schmidt, und Julia Schoch, während er mit ihnen am Starnberger See, in Reykjavík und in der Saale bei Halle fischte. Für die Frankfurter Allgemeine Zeitung schrieb er einen Essay über den Karpfen in der Literatur.
Im März 2024 erschien Matthias Jüglers dritter Roman Maifliegenzeit. Wieder geht es um eine Geschichte, die in der DDR ihren Anfang nahm und bis heute fortwirkt: Hans, der 65-jährige Ich-Erzähler des Romans hat in der DDR mit seiner Frau Katrin ein Kind bekommen, das jedoch kurz nach der Geburt verstarb. 40 Jahre später erhält Hans einen Anruf von eben jenem Sohn. Im Roman geht es um für tot erklärte Säuglinge in der DDR, ein Feld, das noch so gut wie nicht aufgearbeitet wurde. Die Kritik lobt das Buch einhellig. Denis Scheck befand im WDR: „Brillantes Nature Writing. […] Jügler schreibt einen wie in Marmor gemeißelten Stil, er geht, weil das Thema so hoch emotional ist, ganz behutsam vor.“ In der Frankfurter Allgemeinen Zeitung hieß es: „Matthias Jügler jedenfalls gelingt es, das Ungeheuerliche zu erzählen.“ Der Kritiker Ulrich Rüdenauer hielt bei MDR Kultur fest: „Jüglers besonnener Ton, die subtile Komposition des Buches erzeugen einen immensen Sog. […] Man hätte aus diesem Thema ein Rührstück machen können. Es ist aber ein bewegendes Buch geworden, das uns noch einmal vorführt, weshalb die DDR vielleicht doch nicht so recht für nostalgische Gefühle taugt.“ Für 3sat (Nil Varol) ist Maifliegenzeit „ein wunderbares Buch“. Claudia Ingenhoven (NDR Kultur) hält fest: „Für mich die Nummer eins auf der Bücherliste des Frühjahrs.“ Außerdem lud ihn Denis Scheck in seine Sendung Druckfrisch ein. Dort lobte er den Roman als „spannend wie leise und einfühlsam erzählt.“ Für den Roman erhielt er 2024 den Rheingau Literatur Preis.
Debatte um Maifliegenzeit
Am 25. März 2024 erschien in der Frankfurter Allgemeine Zeitung (FAZ) ein Leserbrief von Birgit Neumann-Becker, der damaligen Landesbeauftragten für die Aufarbeitung der SED-Diktatur in Sachsen-Anhalt, den man als eine Art Gegendarstellung zum Roman verstehen kann. Andreas Platthaus schrieb in der FAZ vom 11. April 2024: „Eine ihrer letzten Amtshandlungen bestand in einem Leserbrief zu Jüglers Artikel (FAZ vom 25. März), in dem sie den Schriftsteller in die Verantwortung nahm für eine mögliche ‚Retraumatisierung‘ von sich als Opfer fühlenden Eltern.“ Daraufhin folgte am 4. April 2024 ein weiterer Leserbrief in der FAZ: Eine Leipziger Mutter (Regina), die ihren in der DDR für tot erklärten Sohn (Eike) 2022 wiedergefunden hat und dies auch mithilfe eines DNA-Tests beweisen konnte, antwortete der Landesbeauftragten. Unter anderem hieß es: „Dass Matthias Jügler einen Roman („Maifliegenzeit“) zu dem Thema des vorgetäuschten Säuglingstods geschrieben hat, finde ich sehr gut, denn ich möchte Sie informieren, dass es mich vor zwei Jahren sehr viel Kraft gekostet hat, meine Lebensgeschichte öffentlich zu machen.“ Weiterhin schrieb sie von der Enttäuschung darüber, dass sie und auch die anderen Suchenden nicht ernst genommen würden von der Landesbeauftragten und kommt zu dem Schluss: „Aber wem ich nicht vertraue, das sind Landesbeauftragte wie Frau Neumann-Becker. […] Ich bin mit viel Mut an die Öffentlichkeit gegangen, doch das Thema wird seitdem komplett totgeschwiegen – bis jetzt der Roman von Herrn Jügler erschien. Wir haben jegliches Vertrauen in den Staat und die Zuständigen verloren.“
Am 11. April 2024 schrieb Andreas Platthaus, dass Matthias Jügler eine geplante Lesung im Literaturhaus Leipzig absagte, weil dessen Leiter und Moderator des Abends Thorsten Ahrend sagte, er glaube nicht an Fälle von vorgetäuschtem Säuglingstod in der DDR, Jügler solle ihm Belege dafür liefern. Die F.A.Z. stellt dann fest, dass Jügler kein Archivar, sondern Romancier sei und die Forderung des Literaturhausleiters „unliterarischer Umgang mit Literatur“ sei.

### Als Herausgeber
Jügler hat bislang zwei Anthologien herausgegeben. 2016 erschien beim Suhrkamp Verlag das Buch Wie wir leben wollen. Texte für Solidarität und Freiheit. 2020 erschien beim Piper Verlag WIR. GESTERN. HEUTE. HIER. Beide Anthologien befassen sich mit Rassismus, Ausländerfeindlichkeit, Migration und aktuellen politischen Werten. Vertretene Autorinnen und Autoren sind unter anderem: Saša Stanišić, Ulrike Draesner, Miku Sophie Kühmel, Katerina Poladjan, Antje Rávik Strubel, Stephan Thome, Senthuran Varatharajah, Shida Bazyar, Kristine Bilkau, Bov Bjerg und Nora Bossong.

## Veröffentlichungen
- Raubfischen. Roman. Blumenbar beim Aufbau Verlag, Berlin 2015.
- Wie wir leben wollen. Anthologie. (Hrsg.) Suhrkamp Verlag, Berlin 2016.
- Erste Sahne von Bendik Kaltenborn (Übersetzung aus dem Norwegischen). Graphic Novel, Avant-verlag, Berlin 2019.
- WIR. GESTERN. HEUTE. HIER. (Hrsg.) Piper Verlag, München 2020.
- Die Verlassenen. Roman. Penguin Verlag, München 2021, ISBN 978-3-328-60161-6.
- Maifliegenzeit. Roman. Penguin Verlag, München 2024, ISBN 978-3-328-60289-7

## Auszeichnungen
- 2011 Artist in residence im Künstlerdorf Schöppingen.
- 2012 Stipendiat des Klagenfurter Literaturkurses.
- 2013 Stipendiat des Hieronymus-Programmes des Europäischen Übersetzer-Kollegiums in Straelen.
- 2014 Einladung zum Irseer Pegasus mit einem Auszug aus Raubfischen.
- 2014 Stadtschreiber in Pfaffenhofen für einen Auszug aus Raubfischen.[19]
- 2014 Dreimonatiges Aufenthaltsstipendium am Literarischen Colloquium Berlin für den Roman Raubfischen.
- 2015 Einladung zur Deutsch-Norwegischen Übersetzerwerkstatt ViceVersa am Literarischen Colloquium Berlin.
- 2015 Übersetzerstipendium der Robert-Bosch-Stiftung für die Graphic Novel Liker Stilen von Bendik Kaltenborn.
- 2016 Artist in residence in Taschkent/Usbekistan.
- 2018 Nominiert für den Literaturpreis Wartholz für einen Auszug aus Die Verlassenen.
- 2019 Arbeitsstipendium des Landes Sachsen-Anhalt für Die Verlassenen.
- 2022 Stipendiat der Kulturstiftung des Freistaates Sachsen.
- 2022 Writer in residence in Reykjavík/Island des Goethe-Instituts.
- 2022 Klopstock-Preis für neue Literatur.
- 2023 Stadtschreiber von Halle.
- 2024 Rheingau Literatur Preis für Maifliegenzeit.